# Pretty Queen
『Pretty Queen』（プリティークイーン）は、Zweiの1枚目のアルバム。バップよりリリースされた。

## 解説
- Zweiが初めてリリースしたオリジナルアルバム。初回限定盤と通常盤の2種類をリリース。
- イギリス人音楽プロデューサーニック・ウッドがサウンド・プロデュースを担当。
- レコーディングには、サイモン・ル・ボン（デュラン・デュラン）、クリス・コーナー（スニーカー・ピンプス）、スティーヴィー・サラス、是永巧一などが参加した。

## 収録曲

### DISC1 （CD）
- 全曲、作曲：NICK WOOD（3曲目のみサイモン・ル・ボンと共作）

1. Pretty Queen
作詞：佐々木美和 / サイモン・ル・ボン / ニック・ウッド 編曲：ニック・ウッド /クリス・コーナー
2. Movie Star
作詞：佐々木美和 編曲：ニック・ウッド / クリス・コーナー
3. Find Me
作詞：norico　編曲：ニック・ウッド / 五十嵐渉 / クリス・コーナー
4. Love Land
作詞：佐々木美和・NICK SOUTER / ニック・ウッド 編曲：ニック・ウッド / クリス・コーナー
5. Keep Giving
作詞：ニック・ウッド / norico　編曲：ニック・ウッド / クリス・コーナー
6. ワタシ飼いの唄
作詞：前田たかひろ 編曲：ニック・ウッド / Michael Becker
7. 口~I Love Your Mouth~
作詞：ニック・ウッド / 前田たかひろ　編曲：ニック・ウッド / Michael Becker
8. My name is Megu
作詞：ニック・ウッド　編曲：ニック・ウッド / 五十嵐渉
9. 24/7
作詞：ニック・ウッド / norico / RYUTA KINOSHITA 編曲:ニック・ウッド / クリス・コーナー
10. D.N.A
作詞：Adya 編曲:ニック・ウッド / クリス・コーナー
11. Rain
編曲：ニック・ウッド

### DISC2 （DVD）
- 初回限定盤のみ。下記2曲のビデオクリップが収録されている

1. Movie Star
2. Pretty Queen